# Jon Krabbe (godsejer)
 Der er flere personer med dette navn, se Jon Krabbe.
Jon Henrik Krabbe (født 22. april 1936 i København) er en dansk godsejer, kammerherre og hofjægermester.
Krabbe er søn af godsejer Niels Krabbe og hustru Kirsten Marie født Riddervold og er student fra Herlufsholm 1954, blev løjtnant ved Gardehusarregimentet 1957 og premierløjtnant 1962 og har fået sin landbrugsuddannelse med udlandsophold i USA og på forskellige skoler 1954-65. Han overtog herregården Frederiksdal på Lolland i 1968 og drev den sammen med faderen til dennes død 1975 og derefter alene til 2000.
Krabbe har været præsident for Det Kongelige Danske Landhusholdningsselskab fra 1990 til 2005 og direktør i Det Classenske Fideicommis fra 1994 til 2007, hvor han forlod fonden i protest mod lukningen af Næsgaard Agerbrugsskole, som han var formand for 1993-2004. Han udtalte i en pressemeddelelse: "Lukningen af Næsgaard Agerbrugsskole efterlever ikke ånden i Generalmajor Classens testamente, og er dermed efter min opfattelse ikke i overensstemmelse med vedtægterne for Det Classenske Fideicommis. Da lukningen også er et tab for Lolland-Falsters omdømme og udvikling, har jeg taget den tunge beslutning om at anmode Hendes Majestæt Dronningen om at blive fritaget for mit hverv som bestyrelsesmedlem i Det Classenske Fideicommis."
Han har desuden været formand for Grønt Center 1991-2007 og medlem af A/S Daniscos bestyrelse 1979-2006. Han er hofjægermester, 30. august 1988 blev han Ridder af Dannebrog, og siden 1995 har han været kammerherre. Han bærer også Den Hellige Skats Orden (Zui ho sho).
Siden 9. november 1968 har Krabbe været gift med magister Christine Marie Descotes-Genon (født 11. april 1941 i Grenoble), datter af arkitekt Marcel Descotes-Genon og hustru Gudrun født Motskow. 